# Tabuina
Tabuina Maddison, 2009 è un genere di ragni appartenente alla famiglia Salticidae.

## Distribuzione
Le tre specie note di questo genere sono endemiche della Nuova Guinea..

## Tassonomia
A maggio 2010, si compone di tre specie:
- Tabuina baiteta Maddison, 2009 - Nuova Guinea
- Tabuina rufa Maddison, 2009 - Nuova Guinea
- Tabuina varirata Maddison, 2009[2] - Nuova Guinea